# Пшедбуж (Мазовецьке воєводство)
Пшедбуж (пол. Przedbórz) — село в Польщі, у гміні Старожреби Плоцького повіту Мазовецького воєводства.
Населення — 163 особи (2011).
У 1975-1998 роках село належало до Плоцького воєводства.

## Демографія
Демографічна структура станом на 31 березня 2011 року:
|          | Загалом | Допрацездатний вік | Працездатний вік | Постпрацездатний вік |
| -------- | ------- | ------------------ | ---------------- | -------------------- |
| Чоловіки | 83      | 23                 | 50               | 10                   |
| Жінки    | 80      | 20                 | 43               | 17                   |
| Разом    | 163     | 43                 | 93               | 27                   |